# دیوید کرک وود
دیوید کرک وود (انگلیسی: David Kirkwood; ۲۰ سپتامبر ۱۹۳۵ – ژانویه ۲۰۱۲ (۷۶ ساله)) ورزشکار پنج‌گانه مدرن اهل ایالات متحده آمریکا بود.
وی در مسابقات کشوری و بین‌المللی در مجموع برندهٔ ۱ مدال نقره شده‌است.